# Giuse Nguyễn Văn Yến
Giuse Nguyễn Văn Yến (sinh 1942) là một Giám mục của Giáo hội Công giáo tại Việt Nam. Ông hiện đảm trách vai trò Phó Chủ tịch Ủy ban Bác ái Xã hội – Caritas Việt Nam.  Ông từng đảm trách vai trò Giám mục chính tòa Giáo phận Phát Diệm. Khẩu hiệu Giám mục của ông là "Vâng Lời Và Bình An".

## Thân thế, tu tập và linh mục
Giám mục Nguyễn Văn Yến sinh ngày 26 tháng 12 năm 1942 tại Giáo xứ Vĩnh Trị – Tổng giáo phận Hà Nội (Làng Vĩnh Trị, xã Yên Trị, huyện Ý Yên, tỉnh Nam Định). Theo truyền tục của gia tộc, ông là hậu duệ của hai thánh tử đạo Việt Nam, Antôn Nguyễn Tiến Đích và Micae Nguyễn Huy Mỹ. Trong giai đình, ông là em ruột linh mục Giuse Phủ. Năm 1954, cậu bé Nguyễn Văn Yến nhập học Tiểu chủng viện Hà Nội. Sau quá trình tu học, năm 1960, cậu quyết đình làm nghề may để nuôi sống bản thân. Sau 13 năm đình trệ việc tu học, năm 1973, Nguyễn Văn Yến tiếp tục con đường tu học của mình bằng cách trở lại Đại Chủng viện Hà Nội.
Sau quá trình tu học dài hạn, ngày 26 tháng 6 năm 1977, Phó tế Nguyễn Văn Yến tiến đến việc được thụ phong linh mục. Chủ phong trong nghi lễ truyền chức là Tổng giám mục Giuse Maria Trịnh Văn Căn. Sau khi được truyền chức linh mục, ông lần lượt giữ các chức vụ linh mục chính xứ Gia Trạng, Đại Lai, Kẻ Nấp, Di Sở và Vĩnh Trị thuộc Tổng giáo phận Hà Nội.
Nghĩa phụ của ông là giám mục Giáo phận Hải Phòng Giuse Maria Nguyễn Tùng Cương.

## Thời kỳ giám mục

### Bổ nhiệm và tấn phong
Giám mục Phát Diệm Bùi Chu Tạo lần lượt mất đi hai giám mục phó và trong thời gian bảy năm ba lần mắc trọng bệnh. Do lo ngại giáo phận trống ngôi và cần thiết có một giám mục phó, ông đã kêu gọi giáo dân giáo phận cầu nguyện cho có một tân giám mục. Ngày 12 tháng 6 năm 1988, linh mục Giuse Nguyễn Văn Yến về đến giáo phận Phát Diệm. Ngày 14 tháng 11 năm 1988, Tòa Thánh loan tin Giáo hoàng đã bổ nhiệm linh mục Giuse Nguyễn Văn Yến làm Giám mục phó Giáo phận Phát Diệm. Ông đã chờ đợi sáu tháng kể từ ngày về Giáo phận Phát Diệm trước khi được tấn phong giám mục.
Lễ tấn phong cho giám mục Nguyễn Văn Yến được cử hành ngày 16 tháng 12 cùng năm. Phần nghi thức truyền chức được cử hành bởi vị chủ phong là Hồng y – Tổng giám mục chính tòa Tổng giáo phận Hà Nội Giuse Maria Trịnh Văn Căn, hai giám mục phụ phong là Giám mục Giuse Maria Nguyễn Tùng Cương, giám mục chính tòa Giáo phận Hải Phòng – thầy dạy và nghĩa phụ và Giám mục Phaolô Giuse Phạm Đình Tụng, giám mục chính tòa Giáo phận Bắc Ninh.

### Giám mục phó Phát Diệm
Trong thời kỳ làm giám mục phó, Nguyễn Văn Yến được giám mục Bùi Chu Tạo ủy nhiệm xây dựng Nhà Nguyện tại Tòa Giám mục, nhà xứ Phát Diệm và một số công trình khác. Cụ thể, năm 1988, xây mới các khu vực ở Nhà Chung và Tòa giám mục, năm 1989 xây dựng nhà xứ Phát Diệm, tu sửa Nhà Hội quán và tường rào Nhà Chung, xây và sửa khu Nhà gạo cũ. Từ năm 1992 đến năm 1995, ông cho tiến hành xây cất cũng như khánh thành nhiều nhà xứ và nhà thờ trong giáo phận. Ngoài xây dựng, sửa chữa các công trình tôn giáo, ông phát động phong trào “Dạy và học giáo lý” trong toàn giáo phận: đào tạo giáo lý viên, in các kinh sách đạo và quy định ngày Chúa nhật cầu nguyện cho việc dạy giáo lý. Ông cũng phát động chấn hưng tháng Đức Mẹ (tháng 5). Vì tình trạng thiếu linh mục ở các xứ đạo, Giám mục phó Yến cử hành mục vụ khắp giáo phận: tĩnh tâm, Thêm Sức, chủ tọa, cử hành các lễ Chúa Nhật và lễ tang ở nhiều miền trong giáo phận Phát Diệm.
Là một giám mục tại một quốc gia thuộc xứ truyền giáo của Giáo hội Công giáo, cuối tháng 10 năm 1994, giám mục Nguyễn Văn Yến đến Rôma theo học lớp
bồi dưỡng các tân giám mục”. Khóa học này kéo dài đến giữa tháng 1 năm 1995.

### Giám mục Phát Diệm và hưu dưỡng
Sau 10 năm đảm nhận vai trò giám mục Phó, ngày 3 tháng 11 năm 1998, Nguyễn Văn Yến kế nhiệm làm Giám mục chính tòa Phát Diệm sau khi Giám mục chính tòa Phaolô Bùi Chu Tạo từ nhiệm. Ông xuất ngoại tham gia các sự kiện: lễ bế mạc Năm Thánh 2000 và tham dự Ngày Thanh niên Thế giới lần XV tại Roma và lễ vinh thăng hồng y cho Tổng giám mục Phanxicô Xaviê Nguyễn Văn Thuận năm 2001.
Sau khi hoàn tất xây dựng các cơ sở trong khu vực Nhà chung và Toà Giám mục Phát Diệm, Giám mục Nguyễn Văn Yến cho tiến hành trùng tu Quần thể kiến trúc Nhà thờ chính tòa Phát Diệm.
Ngày 14 tháng 4 năm 2007, Giáo hoàng Biển Đức XVI chấp nhận đơn xin về hưu của Giám mục Giuse Nguyễn Văn Yến, theo Giáo luật điều 401 Khoản 2. Giáo phận Phát Diệm trống tòa và được tạm quản bởi Giám mục Giáo phận Thanh Hóa Giuse Nguyễn Chí Linh cho đến khi Tòa Thánh bổ nhiệm linh mục Giuse Nguyễn Năng kế nhiệm Giám mục Chính tòa vào năm 2009.
Ngày 17 tháng 12 năm 2013, Giám mục chính tòa Giáo phận Bùi Chu Tôma Vũ Đình Hiệu, Chủ tịch Ủy ban bác ái – xã hội thuộc Hội đồng Giám mục Việt Nam Việt Nam và Linh mục Vinh Sơn Vũ Ngọc Đồng SDB, Giám đốc Caritas Việt Nam hiện diện tại Vương cung Thánh đường Sở Kiện, Hà Nội để đồng tế lễ Tạ ơn với Nguyên Giám mục Giuse Nguyễn Văn Yến nhân dịp kỷ niệm 25 năm thụ phong Giám mục.
Sau một thời gian hưu dưỡng tại Sở Kiện, Tổng giáo phận Hà Nội, Giám mục Nguyễn Văn Yến đã trở về giáo phận Phát Diệm, tĩnh dưỡng tại Trung tâm Mục vụ Giáo phận, kể từ ngày 15 tháng 9 năm 2021.

## Tông truyền
Giám mục Giuse Nguyễn Văn Yến được tấn phong giám mục năm 1988, thời Giáo hoàng Gioan Phaolô II, bởi:
- Giám mục Chủ phong: Hồng y – Tổng giám mục chính tòa Tổng giáo phận Hà Nội Giuse Maria Trịnh Văn Căn.
- Hai giám mục Phụ phong: Giám mục Giuse Maria Nguyễn Tùng Cương, giám mục chính tòa Giáo phận Hải Phòng và giám mục Phaolô Giuse Phạm Đình Tụng, giám mục chính tòa Giáo phận Bắc Ninh.

Giám mục Giuse Nguyễn Văn Yến là Giám mục Phụ phong cho các giám mục:
- Năm 2001, giám mục Giuse Hoàng Văn Tiệm, cố Giám mục chính tòa Giáo phận Bùi Chu.
- Năm 2009, giám mục Giuse Nguyễn Năng, hiện đang là Tổng giám mục Tổng giáo phận Thành phố Hồ Chí Minh.